# Певај, брате!
Певај, брате! је српска телевизијска серија снимана током 2011. и 2012. Приказивање серије почело је 14. октобра 2011. на Првој телевизији. Касније је репризирана на B92 Televizija.
Серија је снимана по мотивима позоришне представе Певај, брате.

## Радња
Певај, брате! је комедија која се бави светом поп и рок музике, певачима и музичарима који покушавају да пронађу себе у окружењу којим доминира фолк. Пропали металац Фајта, хипхопер У-Џејл и поп певач Маријан, тројица су изузетно различитих музичара.
Сваки од њих, на свој начин, покушава да успе у земљи која нема ни музичку сцену, ни музичку индустрију, само једно велико море талената и антиталената. Спојио их је Фајтин студио и - безнађе. Фајти, пропалом рокеру, дискутабилно успешном музичком продуценту, и сјајном тонцу је преко потребан новац, што због голе егзистенције, што због притиска на који њега врши његова супруга, јер жели да роди бебу. Маријан и У-Џејл покушавају да сниме какав-такав пројекат код Фајте, и наравно сукобљавају се око термина за снимање. Фајта покушава да их помири, свестан да мора некако да им узме новац јер му газдарица стана, Силвана, дише за вратом због неплаћене кирије.
За дивно чудо, то му успева. Свађајући се око термина, музике и погледа на свет, У-Џејл и Маријан стварају нешто ново, крпећи међусобно своје проблематичне таленте. Комбинација представља неку сумануту верзију епског народног хип-хопа са примесама поп рефрена, и Фајта у томе види могућу зараду. Али, и не само зараду, он види могућност да се, заједно са њима, пробије на естраду уз нешто сасвим ново. Тако настаје идеја о пројекту Зелена Грана.

## Ликови
- Маријан Девић Девил има 38 година, поп звезда је у другом покушају. Кренуо деведесетих као денсер, кокетирао с фолком, а онда чврсто одлучио да се бави чистом емоцијом. Али, изгледа да свет неће да чује његово сентиментално пребирање по жицама малограђанштине. Маријанов проблем је то што он пева оно што је давно отпевано, његова музика је одавно одслушана, а његов таленат је осредњи. Ништа му више не иде на живце од хип хопера који су укинули мелодију, и хрватских колега којима све што он хоће иде много боље.
- Урош Џемић У-Џејл има 25 година, репер и хипхопер. Новобеоградски гуру урбане побуне. Жао му је што није црнац или бар Порториканац. У животу је увек имао све што му треба и одлучио је да се побуни против тога. Чврсто је решио да му буде лоше само да би имао о чему да пева. И да му то неко, наравно, добро плати. Нема музичко образовање, нема слух, а имао је кеца из српског језика у средњој графичкој. Презире народњаке, презире поп музику, има гушење када чује шлагере, нарочито хрватске - због текстова. Али судбина је удесила да се у студију сретне с господином коме су шлагери И лаке ноте све у животу!
- Горан Ћирковић Фајта има 37 година, тон мајстор. Непреболни металац, сјајан гитариста, који је на време схватио да се од „металике" неће хлеба најести. Завршио је снимање и дизајн звука на ФДУ и направио мали, али добар студио. Зна да је рок одавно умро на овим просторима и једино што му преостаје је да бар узме неку кинту онима које презире. Мораће да изиграва мировњака у преклопљеним терминима снимања У-Џејла и Маријана. Како ништа у животу није случајност, тако ће се и Фајтина безизлазна ситуација преокренути у посао снова!

## Сезоне
| Сезона | Сезона | Број епизода | Почетак приказивања | Завршетак приказивања |
| ------ | ------ | ------------ | ------------------- | --------------------- |
|        | 1      | 12 (1 – 12)  | 14. октобар 2011.   | 6. јануар 2012.       |
|        | 2      | 12 (13 – 24) | 29. март 2013.      | 14. јун 2013.         |

## Улоге
| Глумац                  | Улога                  |
| ----------------------- | ---------------------- |
| Андрија Милошевић       | Маријан Девић “Девил”  |
| Милан Калинић           | Горан Ћирковић “Фајта” |
| Милан Васић             | Урош Џемић “У-Џејл”    |
| Тијана Чуровић          | Ивана                  |
| Маја Шаренац            | Силвана                |
| Игор Дамњановић         | Мане Паликућа          |
| Зинаида Дедакин         | Валерија               |
| Никола Михајловић       | Дениро                 |
| Милена Васић Ражнатовић | Бранислава             |
| Нина Јанковић           | Беца                   |
| Александра Томић        | Лана                   |
| Маринко Маџгаљ          | Петар Певац            |
| Владимир Тешовић        | Реља                   |
| Катарина Марковић       | Анастазија Јеврић      |
| Александра Јанковић     | Луција Хитрец          |
| Слободан Павелкић       | Фрка                   |
| Миодраг Радоњић         | Муња                   |
| Никола Бошковић         | Антоније Девић Тончи   |
| Душанка Стојановић Глид | Гоца                   |
| Милица Милша            | Даринка                |
| Гоца Тржан              | специјални гост        |
| Саша Милошевић Маре     | специјални гост        |
| Александра Радовић      | специјални гост        |
| Владо Георгиев          | специјални гост        |

## Занимљивости
У позоришној представи "Певај брате" уз Милошевића у првој постави су требали да играју Маринко Маџгаљ и Виктор Савић. Савић је у том тренутку добио улогу у филму Монтевидео, Бог те видео! док разлог за Маџгаљево неучествовање није јавно познат. Ову информацију открио је Андрија Милошевић, од кога је идеја за представу и потекла, у једној емисији током 2021. године.
Представа је постала прави феномен са двеста хиљада продатих улазница и 25 узастопних извођења у Дом синдиката.